# Łozówka (hromada Iwanówka)
Łozówka (ukr. Лозівка, Łoziwka) – wieś na Ukrainie w rejonie tarnopolskim należącym do obwodu tarnopolskiego. 
W II Rzeczypospolitej w gminie Janów w powiecie trembowelskim województwa tarnopolskiego.
W nocy z 25 na 26 grudnia 1944 nacjonaliści ukraińscy z OUN-UPA zamordowali tutaj 16 Polaków.
Do 2020 w rejonie trembowelskim.